# Гливицька провокація
Гливицька провокація (нім. Überfall auf den Sender Gleiwitz; пол. Prowokacja gliwicka) — інсценований нацистами напад на німецьку радіостанцію «Зендер Ґляйвіц» (Sender Gleiwitz) у м. Гливиці в ніч з 31 серпня 1939 року. Атака була операцією під фальшивим прапором, яка разом із приблизно двома десятками подібних німецьких інсценувань є частиною операції «Гіммлер» напередодні вторгнення в Польщу, що послужило формальним приводом до Другої світової війни в Європі. Нападники представляли себе польськими громадянами. Збройні сили Адольфа Гітлера вторглися в Польщу наступного ранку після тривалого періоду підготування. Операція мала на меті створити вигляд польської агресії проти Німеччини, щоб виправдати вторгнення в Польщу. Гливицька провокація була частиною провокативної операції «Гіммлер».

## Міжнародна реакція
Американських кореспондентів викликали на місце події наступного дня, але жодним нейтральним сторонам не було дозволено детально розслідувати інцидент, і міжнародна громадськість скептично поставилася до німецької версії інциденту.